# Haitham Jibara
Haitham J. Jibara (ar. هيثم جباره; ur. w 1964) – iracki zapaśnik walczący w stylu wolnym. Olimpijczyk z Seulu 1988, gdzie zajął trzynaste miejsce w wadze półśredniej.

## Letnie Igrzyska Olimpijskie 1988
| Konkurencja      | Rundy eliminacyjne   | Rundy eliminacyjne    | Rundy eliminacyjne         | Klas. końcowa |
| Konkurencja      | Przeciwnik I         | Przeciwnik II         | Przeciwnik III             | Miejsce       |
| ---------------- | -------------------- | --------------------- | -------------------------- | ------------- |
| 74 kg styl wolny | David Harmon (IRL) Z | Adłan Warajew (URS) P | Claudiu Tămăduianu (ROU) P | 13.           |